# Pär Omling
Pär Omling, född 23 februari 1955 i Järvsö, är en svensk professor i fasta tillståndets fysik vid Lunds universitet. Han var även mellan 2001 och 2010 generaldirektör för Vetenskapsrådet. Han är även sedan 2009 inspektor vid Wermlands nation i Lund. 

## Biografi
Omling läste vid gymnasiet i Härnösand och därefter avlade han civilingenjörsexamen i teknisk fysik vid Lunds universitet 1979. Han blev teknologie doktor vid samma universitet 1983. Efter att 1984-1985 ha verkat vid University of California, Berkeley återvände han till Lund, där han 1986 blev docent, 1988 universitetslektor och sedan 1996 kallades till en professur. Omling var 2008 en av fem kandidater till Rektorsposten vid Lunds universitet. Under hans beting som generaldirektör för Vetenskapsrådet infördes möjligheten att svartlista personer som gjort sig skyldiga till oredlighet i forskning eller forskningsfusk i mellan två och tio år från att göra nya ansökningar.
Han är far till barnkirurgen Erik Omling.

## Utmärkelser
- 1995 - Göran Gustafssonpriset i fysik.